# Viaducte de l'Aire
El Viaducte de l'Aire va ser un pont, actualment desaparegut, sobre el barranc de Cantarranas a la Ciutat Universitària de Madrid, dissenyat per al pas del tramvia, construït per Eduardo Torroja. Actualment, el complex del Palau de la Moncloa ocupa el seu lloc.

## Història
El 1932, a causa de la construcció de la Ciutat Universitària, es reforma el traçat del tramvia. La nova línia és doble en tot el seu recorregut, corbes amb major radi, suaus pendents, i sense passos a nivell. Arrencava de la plaça de la Moncloa pel costat esquerre de l'Av. Principal de la Ciutat Universitària i vorejant el Parc de l'Oest, arribava als camps d'esports, que contornejava fins a entrar en l'estació coberta de l'Estadio, que aprofitava el talús del terreny.
A la sortida, la línia es bifurcava en dues branques: una feia l'interior de la Ciutat Universitària, que no va arribar a construir-se, i l'altra pel camp creuava el rierol de Cantarranas pel Viaducte de l'Aire. Des del Jardí del Barranc es veien passar els tramvies entre les copes dels vells arbres que creixien en el fons del barranc; després travessava l'Avinguda Principal de la Ciutat Universitària en les proximitats de l'Estany i la Font de les Dames fins a morir a la Muntanya del Pardo.
Des de 1967 no circulen tramvies per la Ciutat Universitària.
En l'actualitat el barranc de Cantarranas ha desaparegut en haver estat terraplenat i incorporat al complex del Palau de la Moncloa. El tauler del viaducte ha passat a formar part del perímetre de seguretat del recinte.

## Descripció
Estava compost per dos arcs bessons de 36 metres de llum i 18 d'altura, molt esvelts i sobre els quals dona suport a la palissada, també lleugera, que sosté el tauler. Estava construït tot ell de formigó armat. Els gruixos dels arcs era variables, des de 1,5 metres en les arrencades a mig metre en la clau.